# Sól wędzona

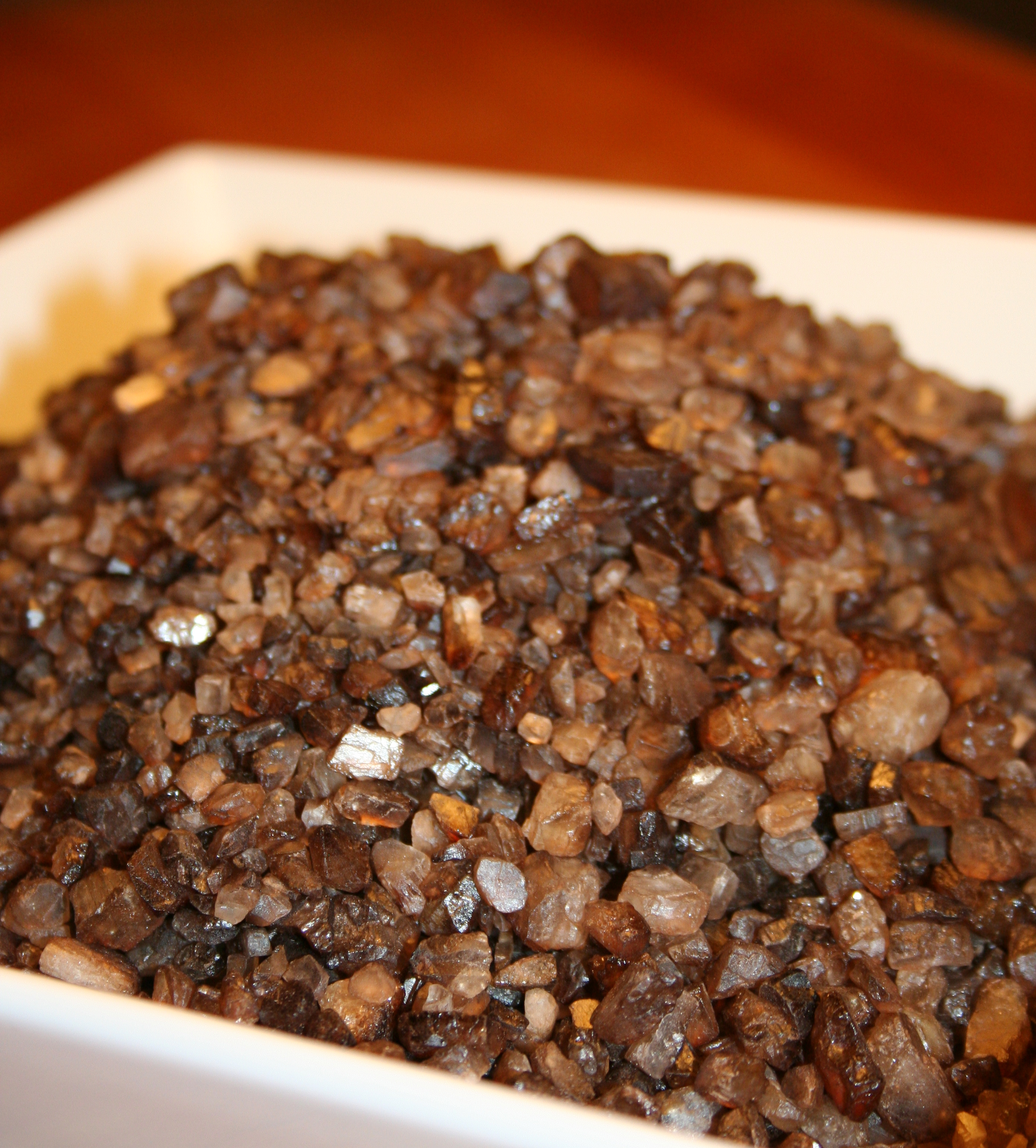
Sól wędzona

Sól wędzona – artykuł spożywczy, będący efektem wędzenia na zimno soli m.in. soli kuchennej i morskiej. Jej walory smakowe zależą od dobrania rodzaju drewna do opalania oraz czasu wędzenia.

## Charakterystyka
Smak soli wędzonej zależy od dobranego rodzaju drewna oraz czasu wędzenia. Charakteryzuje się także lekko rdzawym kolorem. Jest to efektem procesu wędzenia. Do samej produkcji nie używa się sztucznych barwników i aromatów, dzięki czemu wielu uważa ten rodzaj soli za zdrowszy.

## Zastosowanie
Sól wędzona jest używana od wieków, a jej produkcję mieli rozpocząć prawdopodobnie wikingowie, gdzie do procesu wędzenia używano drewna bukowego. 
Ten rodzaj soli jest chętnie wykorzystywany przez wegetarian oraz wegan, którzy chcą dodać do potraw dymny aromat. Swoje zastosowanie odnajduje także m.in.: w daniach mięsnych, rybnych oraz z grilla.